# (1576) Fabiola
Pour les articles homonymes, voir Fabiola.

(1576) Fabiola est un astéroïde de la ceinture principale découvert le 30 septembre 1948 à l'observatoire royal de Belgique à Uccle par l'astronome belge Sylvain Arend. Sa désignation provisoire était 1948 SA.
Il porte le nom de la reine des Belges Fabiola, épouse du roi Baudouin.